# Boano (eiland)
Boano is een eiland in de Molukken in Indonesië. Het is 120 km² groot en het hoogste punt is 606 m. Er komt slechts één zoogdier voor, de vleermuis Pteropus melanopogon, en zelfs dat is onzeker. Ten zuiden en oosten van het eiland ligt de zeestraat Straat Boano die vernoemd aan dit eiland.